# Paul Brouardel

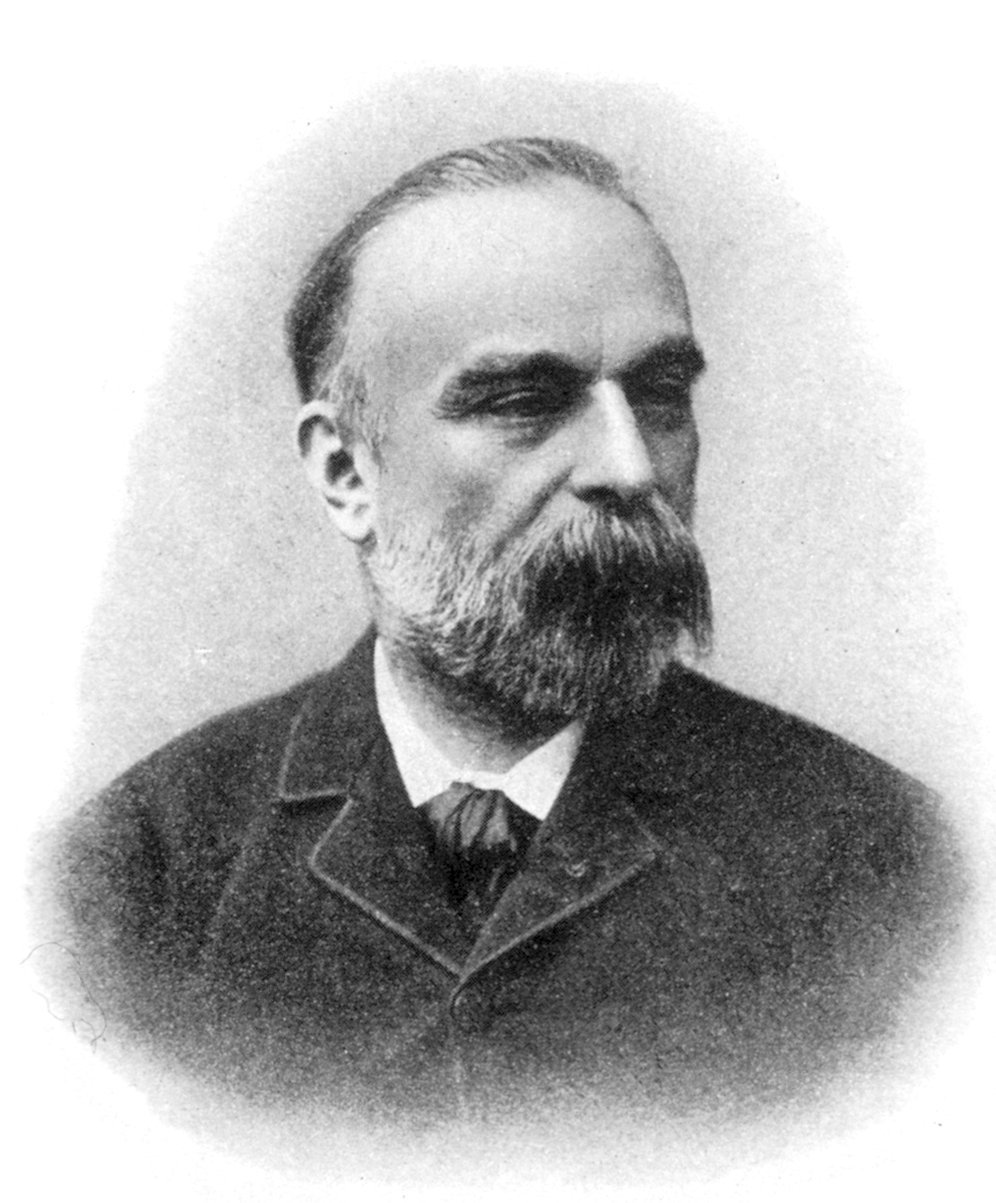
Paul Brouardel, 1898

Paul Camille Hippolyte Brouardel (* 13. Februar 1837 in Saint-Quentin; † 23. Juli 1906) war ein französischer Rechtsmediziner und Pathologe.
Brouardel wurde in Saint-Quentin geboren. Er wurde am Hôpital Cochin in Paris ausgebildet und bekam 1865 die Doktorwürde verliehen. 1873 übernahm er die Leitung des Hôpital Salpêtrière und des Hôpital Saint-Antoine. Ab 1873 lehrte Brouardel Forensik an der Académie nationale de Médecine. 1899 wurde er zum Präsidenten der Association française pour l'avancement des sciences gewählt.  Brouardel galt zu seiner Zeit als die Koryphäe der französischen Rechtsmedizin. In seiner wissenschaftlichen Tätigkeit beschäftigte sich Brouardel mit Lebensmittelsicherheit, Kindesmisshandlung, Tuberkulose, Geschlechtskrankheiten und Alkoholismus.
Am 5. Dezember 1892 wurde er in die Académie des sciences aufgenommen. Ihm zu Ehren benannt ist der Brouardel Point, eine Landspitze in der Antarktis.

## Veröffentlichungen

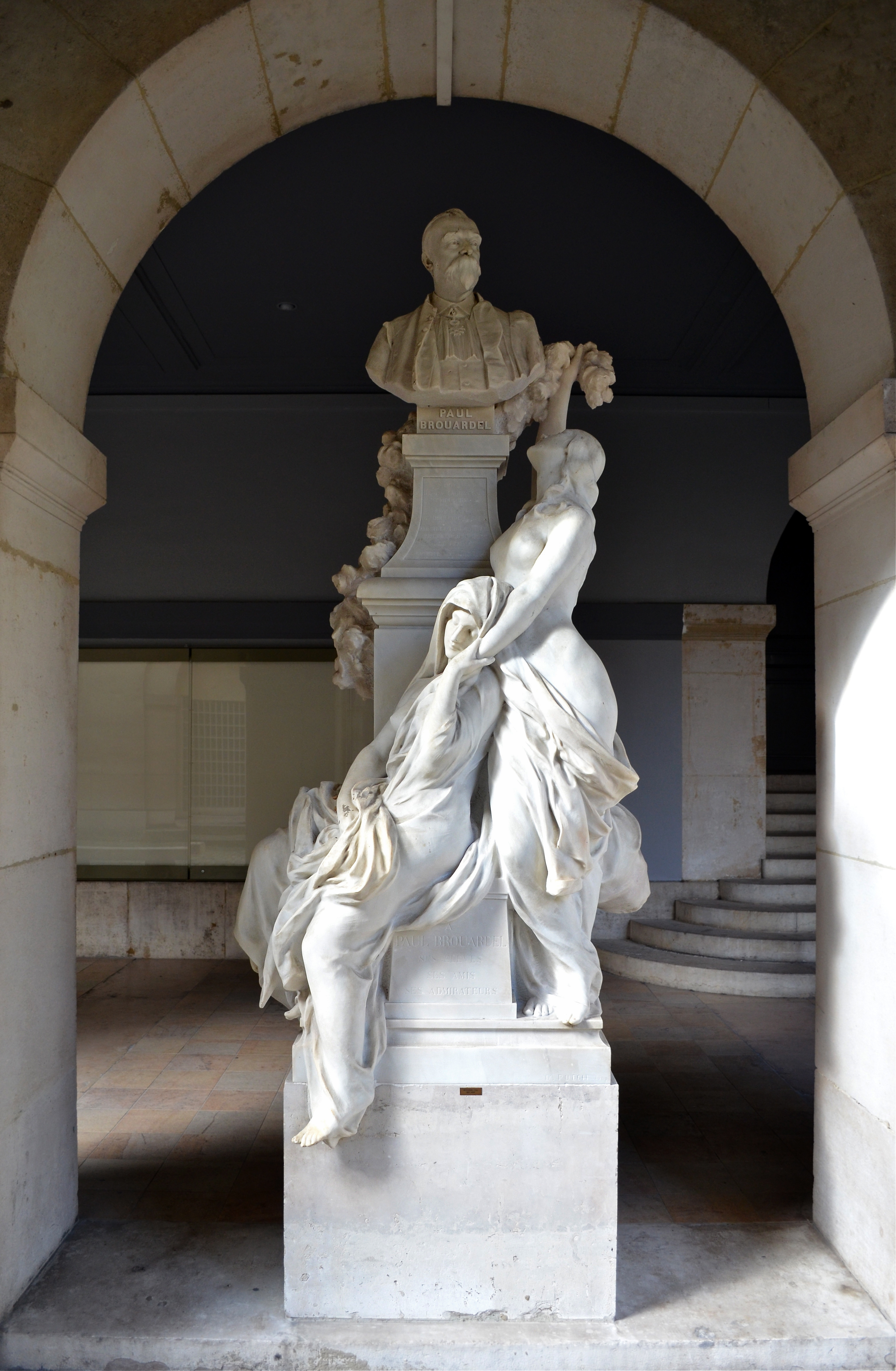
Denkmal zu Ehren Brouardels an der Universität Pierre und Marie Curie, Paris.

- Compte rendu des travaux de la Société anatomique de Paris, 1865
- De la tuberculisation des organes génitaux de la femme, thèse de médecine, 1865
- De l'exercice et de l'enseignement de la médecine, 1873
- Eloge de M. Félix Bricheteau, lu à la Société anatomique, 1874
- Discours prononcé à la séance générale d'ouverture du congrès international d'hygiène de Paris, Discussion sur l'alcoolisation des vins Extr. du Bull. de l'Acad. de médecine, 27. Juli 1886
- Accidents causés par les substances alimentaires d'origine animale contenant des alcaloïdes toxiques, 1889
- Recherches expérimentales sur la mort par submersion brusque, 1889
- La Vaccination Obligatoire et la Prophylaxis de la Variole Discours à l'Académie de médecine, 1891
- Rôle du médecin dans les cas où la communication d'une maladie vénérienne est invoquée pour obtenir la séparation de corps ou le divorce, 1900
- Accidents causés par l'addition des antiseptiques aux aliments, 1903
- La nouvelle Loi sur la Santé Publique, 1904
- Le voisinage d'un établissement dans lequel on soigne des tuberculeux constitue-t-il un danger, 1906
- Les attentats aux moeurs, 1906

| Personendaten    | Personendaten                                          |
| ---------------- | ------------------------------------------------------ |
| NAME             | Brouardel, Paul                                        |
| ALTERNATIVNAMEN  | Brouardel, Paul Camille Hippolyte (vollständiger Name) |
| KURZBESCHREIBUNG | französischer Rechtsmediziner und Hochschullehrer      |
| GEBURTSDATUM     | 13. Februar 1837                                       |
| GEBURTSORT       | Saint-Quentin                                          |
| STERBEDATUM      | 23. Juli 1906                                          |